# Reglamento Federal de Seguridad y Salud en el Trabajo (México)
El Reglamento Federal de Seguridad, Higiene y Medio Ambiente de Trabajo es un documento publicado en el Diario Oficial de la Federación originalmente en 1997 siendo reformado el 13 de noviembre de 2014 en la totalidad de sus artículos a fin de garantizar las condiciones mínimas de seguridad en todos los centros de trabajo del territorio nacional tal y como lo establece el artículo 123 constitucional así como las facultades de la Secretaría del Trabajo y Previsión Social quien es responsable de su aplicación y vigilancia. 
y  

## Vigencia
El nuevo reglamento entró en vigencia a partir del 13 de febrero de 2015 sustituyendo al anterior Reglamento Federal de Seguridad, higiene y medio ambiente de trabajo que estaba vigente desde 1997.